# Житие Василия Нового
Житие Василия Нового — византийский агиографический памятник X века, описывающий жизнь святого Василия Нового (ум. 944 или 952).
В русской традиции большое значение имели входящие в Житие апокрифические Видения ученика Василия Григория о Страшном суде и пространный рассказ о Феодоре, старице, прислуживавшей святому Василию, и её посмертных мытарствах.

## Текстология
Житие Василия Нового было составлено во второй половине X века в Константинополе. Известен ряд редакций произведения, среди которых наибольшее значение для славянской традиции имеют три:
- первая редакция, отраженная в списке 1328 года[6];
- вторая, пространная редакция, основным списком которой является рукопись XVI века[7];
- третья редакция, отраженная в списке XIII века[8].

По классификации Х. Ангелиди первые две редакции образуют первую текстологическую семью, третья редакция — третью семью.
В византийской традиции известны также сокращённые версии, в том числе переработка текста в составе рукописи XV—XVI веков, в которой содержится только Видение Григория о Страшном суде, а также ряд версий, включающих Хождение Феодоры по мытарствам. Одна из этих переработок стала источником для арабского перевода жития, выполненный в Дамаске в 1693 году: «Житие святого Василия Нового и описание видения, которое видела Феодора, его служанка, при разлучении её души с телом».
Известно два перевода Жития на церковнославянский язык.
- Древнейший перевод (первая славянская редакция) был осуществлён, предположительно, в конце XI века на Руси. Его греческий оригинал относился к несохранившейся древнейшей редакции, наиболее близкой к первой редакции. Перевод известен всего в нескольких списках[11]. Имел некоторое распространение на Руси, о чём свидетельствуют извлечения из него и переработки. Такой переработкой является рассказ «Повести временных лет» о походе князя Игоря на Царьград в 941 году. Небольшой отрывок из эсхатологической части Жития читается в составе Мерила Праведного, в том числе в его древнейшем списке второй половины XIV века[12]. Однако полные списки относятся ко времени не ранее начала XVI века. Первая славянская редакция вошла также в Великие Четьи-Минеи под 26 марта[4].
- Второй перевод (вторая славянская редакция) выполнен не позднее XIV века в южнославянской стране. Греческий оригинал этого перевода принадлежит к третьей редакции, в которой сокращены житийные эпизоды и основное содержание составляют Хождение Феодоры по мытарствам и Видение Страшного Суда. Перевод известен в большом количестве южнославянских и русских списков[13]. На Руси редакция известна, предположительно, с XIV века[4].

Особую рукописную историю имеют рассказы из жития, вошедшие в состав Пролога.
- Краткая версия проложной статьи содержится в древнерусских списках первой редакции нестишного Пролога под 26 марта. Её источником был древнейший славянский перевод. Во второй редакции нестишного Пролога Житие помещено под 22 ноября. Под 30 декабря во второй редакции читается краткое Житие преподобной Феодоры Цареградской, текст которого также зависит от древнейшего славянского перевода Жития Василия Нового.
- Русские списки стишного Пролога под 26 марта содержат пространное повествование о Василии Новом. Основу этого текста составляет краткое житие нестишного Пролога, дополненное новыми эпизодами из полного текста Жития древнейшего славянского перевода[3].

## Авторство
Написано от имени Григория, ученика святого Василия, в ряде списков жития названного «мнихом» (монахом). Считается, что он и был автором. Существует также мнение, что вопреки рукописной традиции, приписывающей авторство Григорию, он не является автором этого произведения.

## Содержание
Житие соединяет повествование о жизни святого с апокрифическими видениями, ярко выражающими тему «малой» и «большой» эсхатологии.
Состоит из в частей:
- В первой части описаны посмертные мытарства души преподобной старицы Феодоры, прислуживавшей Василию[3]. Ученик Василия Григорий после смерти Феодоры захотел узнать о её загробной жизни и часто просил подвижника открыть ему это. По молитвам Василия Григорий увидел Феодору во сне. Старица рассказала ему о своей смерти, о борьбе за её душу ангелов и демонов, о том, как её душа проходила мытарства (испытания в греховности), об увиденном ею рае и адских муках и о том, как ей помогли молитвы Василия[14][4]. Описание видения обрамлено описанием отдельных эпизодов из жизни святого Василия.
- Во второй части жития повествуется о видении Страшного суда, которое также было явлено Григорию. Ученик прельстился идеей богоизбранности иудейского народа, он рассказал о своих сомнениях Василию и услышал в ответ гневную инвективу против иудеев, которые не приняли Бога Сына, посланного Богом Отцом, и распяли Его: «Отвержены от Бога и сами они, и Закон их». Григорий просит послать ему знамение для утверждения в вере и получает видение. По значимости поднятых в нём эсхатологических тем и экспрессии явленных образов конца света это видение сопоставимо с Откровением Иоанна Богослова. Эта эсхатологическая часть даёт основание рассматривать Житие как апокрифический памятник[4].

С помощью приёма удвоения, зеркального отражения основного мотива, видения загробной жизни, в Житии показано, что благодаря своей праведности Григорий и ещё один ученик Василия Иоанн получают возможность удостовериться в истинности христианского учения о посмертной судьбе и утвердиться в истиной вере.
В Житии нашли отражение события общественной и политической жизни Византии первой половины X века: восстание Константина Дуки в 913 году, смерть императора Христофора Лакапина, вторжение венгров на Балканы, нападение русского флота на Константинополь в 941 году (часть Русско-византийской войны 941—944 годов).

## Значение и влияние
Вторая часть Жития оказала влияние на древнерусскую литературу и на иконографию Страшного суда.
К числу литературных текстов, на которые повлияло Житие, относятся рассказ в составе «Повести временных лет» о греческом философе и о запоне, на которой было изображено «Судище Господне» (Страшный суд), большое число обращений к теме Страшного суда в церковно-учительных сборниках, проповеди Авраамия Смоленского.
Считается, что на Руси в эпоху вскоре после Крещения Житие Василия Нового приобрело популярность благодаря описаниям загробных мучений, ожидающих некрещёных. «Повесть временных лет» рассказывает о впечатлении, которое запона с изображением Страшного суда произвела на князя Владимира.
Житие повлияло на иконографическую программу последующих композиций в изображении Страшного суда, конкретизировало живописные детали и сцены, обозначило смысловые акценты.
Эсхатологическая часть Жития отразилась в составленном, возможно в XII—XIII веках, на основе Жития «Слове о силах небесных».
И. Тарнанидис считает, что распространение в южнославянских странах второй редакции Жития, возникшей в XIV веке в Болгарии, связано с влиянием исихазма.
В конце XV века в связи с приближением 7000 года от сотворения мира (1492 год) ожидался конец света, что усиливало эсхатологические настроения русских книжников и интерес к Житию Василия Нового.
Раскрытые в Житии темы расставания души с телом, мытарств и адских мук легли в основу ряда духовных стихов и произведений школьной драмы.

## В старообрядчестве
Житие Василия Нового, обладающее развитой и выразительной эсхатологией, со второй половины XVII века приобретает большую популярность у старообрядцев, ожидавших скорого конца света и пришествия Антихриста.
В XVII—XIX веках были созданы сотни списков второй редакции перевода, в том числе большое количество лицевых. Житие переписывалось как целиком, так и отдельно — видения Григория и Феодоры. Они входили в состав многочисленных Сборников и Цветников.
Со второй четверти XVII века в основном в старообрядческой среде получили широкое распространение лицевые списки полного текста Жития Василия Нового, как правило, в виде отдельной книги, а также видений Григория и Феодоры в составе сборников. Они включают десятки, а иногда и более сотни миниатюр.
С XVIII века отдельные сюжеты и композиции, иллюстрирующие Житие, получают распространение в рукописном и печатном старообрядческом лубке (настенные листы).
С конца XVIII века Житие неоднократно издавалось старообрядческими типографиями. До рубежа первого и второго десятилетий XIX века было выпущено не менее 6 изданий. Первое вышло около 1795 года в типографии Ф. Карташева в Клинцах, на титуле указано: Почаев, 1794. 

## В Житиях святых Димитрия Ростовского
В конце XVII века на древнейший славянский перевод Жития Василия Нового становится основой новой сокращенной редакции, составленной Димитрий Ростовский и изданной в третьем томе его «Книги житий святых» (Киев, 1700). Сокращения затронули в основном эсхатологическую часть памятника, что объясняется чрезвычайной популярностью этих сюжетов в старообрядчестве.
Редакция Димитрия Ростовского стала источником для переработки Жития, осуществлённой около 1805 года болгарским епископом Софронием Врачанским.

## Издания
- Жития святых. Март. С. 501—552;
- Новаковић Б. Ст. Живот св. Василиjа Новог: Апокрифна легенда о животу с оне стране гроба по више српско-словенских рукописа // Споменик. Београд, 1895. Т. 29. С. 33—113;
- Вилинский С. Г. Житие св. Василия Нового в русской литературе. — Одесса, 1913. — Ч. 1 : Исследование; 1911. — Ч. 2 : Тексты (рец.: Истрин В. М. // Журнал Министерства народного просвещения. — 1914, июнь. — С. 365—369; сентябрь. — С. 179—208);
- Tarnanidis I. C. The Slavonic Manuscripts Discovered in 1975 at St. Catherine's Monastery on Mount Sinai. Thessal., 1988. P. 148—156;